# ROMES 06
『ROMES 06』（ロメス ゼロロク）は、五條瑛による日本のサスペンス小説のシリーズ。
2009年には『ROMES/空港防御システム』（ロメス くうこうぼうぎょシステム）というタイトルにて、NHK「ドラマ8」でテレビドラマ化された。

## 概要
テロリスト容疑者を自動的に発見する世界最先端の施設警備システム『ROMES』が設置されている西日本国際空港に、複数の脅迫状が届いた。その後のある日、『ROMES』の自動警報が実際に作動。しかし、『ROMES』を完璧に使いこなせるのは、このシステムの開発者で現在は西空警備チームの最高運用責任者でもある成嶋優弥ただ一人。人間不信の若き天才・成嶋と、テロリストたちとの攻防が始まる…。

### ROMES（ロメス）
アメリカ陸軍が重要施設を警備するために作り上げたシステム。
ROMES専用の運用室である特別警備センターは、西日本国際空港セキュリティセンターの一番奥に設置されている。5つの主要な機能を持っており、01は監視、02は探索、03は追跡、04が警告、05が防衛。また、セキュリティセンターの職員にさえ知らされていなかった搭載機能として、「06 攻撃」が存在する（06の起動方法は西空では成嶋優弥しか知らない）。
01には、アメリカの企業が開発したものより数段進歩した顔面認識システムが導入されている。警視庁・大阪府警共に導入の準備が進められており、将来的には警察のデータベースにROMES01が直接照合できるようになる。更にゆくゆくは指紋照合システム、陸運局の車両ナンバー登録データベース、紙幣鑑定システムとも連結できる仕組みになっている。

### 西日本国際空港
西日本最大の国際空港であり、24時間運用可能で、旅客・貨物を合わせた航空機発着回数は13万回弱は日本一。通称・西空。関西国際空港がモデルである。府内にもう1つある空港として江丹空港がある。
空港は陸地から約8km離れた海上の人工島にあり、周囲の騒音問題はない。所有敷地面積は日本最大、人工島の埋め立て工事は現在も続いている。
空港のマスコットは「ニコちゃん」。
人工島へは、大阪側からは道路・鉄道併用の連絡橋、兵庫側からは定期船のみでしか入って来られない。
周辺海域は漁業禁止の上、許可のない船舶は侵入禁止のため、魚が繁殖し、魚を求めて野鳥が増え問題となっている。

## 登場人物

### 西日本国際空港

#### セキュリティセンター
成嶋 優弥（なるしま ゆうや）
セキュリティセンターの統括責任者。世界最大手の保険会社ヒンデルから派遣されてきた、ROMESのスペシャリスト。情に左右される人間よりも機械を信用している。
銀縁眼鏡をかけた、一見文系のインテリ人間で、常に飄々としている。コーヒーが好きで1日に何杯も飲む。
高校から約4年間イギリスに留学後、MITの研究室で学ぶ。タイトローラー社とヒンデル保険会社の共同出資で作られた研究室の専属研究員を経て、ヒンデル保険会社のセキュリティ部門に異動。
砂村 多駒（すなむら たく）
セキュリティセンター職員。
警視庁と自衛隊の採用試験に身辺調査で「不適」と判断され落ち、民間警備会社に就職後、成田空港に配属、後に西日本国際空港へ転職。成嶋とは同い年で、敬語は使わなくてもいいと言われているが、立場上そうもいかない。まゆ子とは肉体関係があるが、恋人とは思っていない。
プロ棋士だった時期もある父親は現在福祉用具の販売会社を経営しており、4歳年下の弟・桂馬も大学で社会福祉を学んだ後、父の会社に入った。警視庁・自衛隊の試験に落ちたのは、18年前に父と離婚した母が政治活動に熱心で、ある政党の党員名簿に名を連ね、デモや集会に参加するようになったためである。今でも母と母についていった姉が面倒を起こす度に警察から連絡が入り、うんざりしている。
『誘惑の女神』の冒頭では研修の名目で5か月前から成田国際空港に派遣されている。
日高（ひだか）
41歳。開港時から勤務しているベテラン職員。肝臓を患っており、現在はシフトから外れ、通常勤務のみ。成嶋の提案で在宅勤務になり、社員の調査を任される。
黒部（くろべ）
セキュリティセンター職員、元大阪府警の警部。交通事故で、僅かながら後遺症が残った妻のために規則正しい仕事の方が良いと考え転職した。柔道5段。毎日愛妻弁当を持ってくる。
江川（えがわ）
銀縁眼鏡をかけた、一見文系のインテリ人間で、ROMES運用本部警備課所属。元自衛官。
本間（ほんま）
警備課の古株。警備態勢の強化に伴い、セキュリティセンターへ。宮城のお気に入り。民間の警備会社出身。学生時代から剣道の全国大会の常連だった。
久保田（くぼた）
『誘惑の女神』より、日高と入れ替わりで運用本部警備課よりセキュリティセンター異動した。
青木（あおき）
『誘惑の女神』で、セキュリティーセンターに配属されたばかりの新人。29歳。

#### その他（西空関係者）
ハル
ラブラドール・レトリバー。3ヶ月前まで麻薬探知犬として働いていた。健康診断で嗅覚に若干の異常が認められ、引退し、成嶋に引き取られた。
桜井　直（さくらい　なお）
航空保安協会の新人職員。バードストライクを防ぐ。入社した時に真っ先に現在の部署を希望に出したため、今の仕事が好きで毎日が楽しくてしょうがない。
木村 まゆ子（きむら まゆこ）
民間航空会社「ウエストジャパン・エアライン」のグランドホステス。34歳。
宮城（みやぎ）
西空警備課の主任。50歳過ぎ。元大阪府警公安課。現場一筋の堅物で、堅気には見えない顔立ち。成嶋のことをあまり気に入っていない。
越中（こしなか）
西空警備課の主任。宮城の後任。
大島（おおしま）
西空警察署の巡査部長。
梶谷（かじや）
西空郵便局郵便物調査官。成嶋から無理な要求を度々突きつけられる。愛煙家。『誘惑の女神』では、成嶋の冗談を真に受け、鍋野と共に事件に巻き込まれる羽目になる。
鍋野（なべの）
西空郵便局のベテラン女性局員。局内一の嫌煙派。
『誘惑の女神』では、成嶋の冗談を真に受け、梶谷と共に事件に巻き込まれる羽目になる。
津田（つだ）
西空社員。総務。
閑野（かんの）
西空専務。出資会社の1つである関西の大手銀行からの出向。成嶋を引き抜いた当人で、反対意見の多かったROMESの導入を強く主張した、社内でもやり手で知られる。フランス駐在時に出会ったフランス人女性と結婚した。
新井（あらい）
Jエアライン西日本国際空港副支社長。成嶋より10歳近く年上だが、同時期に成嶋と同じロンドンの大学の経営学コースに留学していた。当時より成嶋と付き合いがあったが当の成嶋はそのことを覚えていない。
近藤 泰（こんどう やすし）
Jエアライン広報部勤務。39歳。逮捕歴あり。
高橋（たかはし）
ドッグセンターの訓練官。
片平（かたひら）
西空税関職員。西空一の釣りの名人。
潮崎（しおざき）
運用本部警備課長。
田村（たむら）
施設管理課職員。
内海（うつみ）
警備員。
山笠（やまがさ）
東アジア・コミューター警備担当者
佐藤（さとう）
大空洋行整備士。

### ROMES 06
八坂 葵（やさか あおい）
ウエストジャパン・エアラインの派遣のグランドホステス。警備課を希望し、後に正規社員として警備課に配属となる。美人、バツイチ。
筑森 泰（つくもり やすし）
機内食専門の食品会社「西空フーズ」社員。25歳。子供の頃に患った病気が原因で、左半身に少し後遺症が残り、空港で働きたいという夢を叶えられなかったが、眺めているだけでも幸せなので、現在の仕事には満足している。
久間田 翼（くまだ つばさ）
小学校5年生。飛行機マニアで、いつもカメラを首から提げている。人懐っこい性格で、筑森と仲良くなる。
閑野 流斐（かんの るい）
閑野の息子。15歳。母親はフランス人。顔にはそばかすがある。心臓と肺に先天性疾患があり、両親に溺愛されている。
大友 睦郎（おおとも むつろう）
18年前、成田闘争の際に車両爆破事件を起こした中和連青年活動隊の隊員だった男。逮捕され服役、現在は奈良で材木店に勤務している。
貝田 公彦（かいだ きみひこ）
大友と共に爆破事件を起こした隊員。指名手配されたが結局逮捕されなかった。
チーム
西空へ脅迫状を送るテロリスト 。西空へ潜入しているリーダー格のエース、チームを作ろうと言い出したサードのほか、キャッチャー、ファースト、レフト、センター、DHなど、野球に関連する名で呼び合っている。西空のせいで運命が変わってしまった「サード」のために今回の脅迫を計画する。DH以外は皆、昔からの知り合い。

### ROMES 06 誘惑の女神
車田（くるまだ）
成田空港警備部職員。自衛隊出身。成田での研修時の砂村の上司であり、砂村の良き理解者。
クリスチャン・ファーロイング
ヒンデル保険会社東京支社長。成嶋の上司。
フランチェスコ・アウレリオ
1980年代から90年代に暗躍したテロリスト。白人。ブラジル生まれでスペイン育ち。パラグアイで死亡確認されたが、成田、西空を標的としたテロリストのリーダーとなっている。
ワーニャ
アウレリオ率いるテロリストグループの一員。
マギー
アウレリオ率いるテロリストグループの一員。
ジョン
アウレリオ率いるテロリストグループの一員。
タジリ
アウレリオ率いるテロリストグループの一員。メンバー唯一の日本人。
ウォング
アウレリオ率いるテロリストグループの一員。マジシャンであり、手先を使う仕事の一流。裏の世界では10本の指に入るほどの腕前の持ち主。
エイ
アウレリオ率いるテロリストグループの一員。
エリコ
アウレリオ率いるテロリストグループをサポートする。
浦永 リョウ（うらながりょう）
31歳。裏カジノのディーラー。幼少期のある事件をきっかけに生活が一変する。
周
中国人マフィア。リョウのパトロン。
下田（しもだ）
リョウに重大な事実を告げる人物。

### ROMES 06 まどろみの月桃
堤 青太郎（つつみ せいたろう）
私立探偵。砂村の大学時代からの悪友。
金城 アンナ（きんじょう アンナ）
玉城のサトウキビ農家の孫娘。純粋な性格の持ち主。
疋田　宰（ひきたおさむ）
２５歳。元自衛官。
ジャンジュ
韓流ホストクラブの元従業員。別の名前を持つ男。
八角　波夫（やすみ　なみお）
神戸にある八角貿易の社長。65歳。
八角　隼人（やすみ　はやと）
八角貿易の従業員。波夫の甥。二十代。八角貿易の実質的な経営者。
村上（むらかみ）
八角貿易の社員。
天知（あまち）
八角貿易の元社員。
新井（あらい）
偽名。正体は中国人ヤクザ。
宮脇　妙子（みやわき　たえこ）
元ホステス。ジャンジュがホストをしていた時の客。

## 書誌情報・あらすじ
| # | タイトル                | 単行本書誌情報 （徳間書店）              | 文庫本書誌情報 （徳間文庫）              | あらすじ |
| - | ----------------------- | ---------------------------------------- | ---------------------------------------- | --- |
| 1 | ROMES 06                | 2006年10月19日発売 ISBN 4-19-862239-6    | 2009年9月4日発売 ISBN 978-4-19-893037-0  | 西日本最大の国際空港・西日本国際空港に脅迫状が届く。差出人はチームと名乗り、要求を飲まなければ空港に仕掛けた爆弾を爆発させると言う。セキュリティセンターの統括責任者で、警備システムROMESの運用者・成嶋優弥が立ち向かう。 |
| 2 | ROMES 06 誘惑の女神     | 2009年4月17日発売 ISBN 978-4-19-862716-4 | 2011年4月1日発売 ISBN 978-4-19-893344-9  | |
| 3 | ROMES 06 まどろみの月桃 | 2011年7月21日発売 ISBN 978-4-19-863214-4 | 2014年2月15日発売 ISBN 978-4-19-893793-5 | |

## テレビドラマ
『ROMES/空港防御システム』（ロメス くうこうぼうぎょシステム）のタイトルでNHK「ドラマ8」枠で2009年10月15日にてドラマ化。主演は大倉忠義。
世界の最先端システム『ROMES』を駆使して国際空港を守る警備チームの活躍を描いたサスペンスドラマ。全9話。
大倉はこの作品が連続ドラマ初主演となる。

### キャスト

#### 主要キャスト
- 成嶋優弥 - 大倉忠義
- 砂村多駒 - 安田章大
- 八坂葵 - 国仲涼子
- 黒部武彦 - 渡辺裕之
- 江川宏 - 杉浦太陽
- 日高勇作 - 古舘寛治
- 宮城章雄 - 小木茂光
- 木村まゆ子 - 川村ゆきえ
- 梶谷甲三郎 - 池田鉄洋
- 桜井直 - 柄本佑
- 秋田雄一 - 黒田大輔
- 大島剛 - 林和義
- 閑野流斐 - 美山加恋
- 栗岡寿子 - 魏涼子
- 前原あかね - 別府あゆみ
- 筑森泰 - 草野イニ
- 久間田翼 - 飛田光里
- 閑野の秘書 - 秋山エリサ
- ハル（ラブラドール・レトリーバー） - デュラン
- きなこ名誉空港長 - エミー（日本猫）
- 藤堂優 - 近藤芳正
- 閑野忠直 - 草刈正雄

#### ゲスト出演者
第1話 - 2話
- 浦永リョウ - 小西美帆
- ジョン - パンツェッタ・ジローラモ
- タジリ - 宮内敦士
- マギー - 浦浜アリサ
- ワーニャ - 加藤侑紀
- エイ（田中一広） - ヨシダ朝
- ウォング - テイ龍進
- 金村宣良 - 寺井文孝
- 宮脇（湾空社長） - 阿部六郎（第1話）
- 湾空重役 - 藤田宗久（第1話）

第3話 - 7話
- 深川秋子（レフト） - 星野真里
- 貝田公彦（DH） - 矢島健一
- 大友陸郎 - 嶋田久作（第4話-5話）
- 真田汰嘉（たか）（サード） - 竹内寿（第6話-7話）
- キャッチャー - 永嶋柊吾
- ファースト - 北浦愛（第3話-4話、6話-7話）
- セカンド - 松本梨菜（第3話-4話、6話-7話）
- ライト - 石田愛希
- 宮脇社長 - 阿部六郎（第5話）
- 湾空重役 - 藤田宗久（第5話）

第7話 - 最終話
- ウィリアム・L・デイビス - ジャンフランコ・シモーネ
- マギー - 浦浜アリサ
- ワーニャ - 加藤侑紀
- 黒部結花 - 山之端佳美
- ジョン - パンツェッタ・ジローラモ（第7話）

### スタッフ
- 原作 - 五條瑛『ROMES 06』『ROMES06 誘惑の女神』（徳間書店）
- 脚本 - 佐伯俊道、山浦雅大
- 演出 - 梛川善郎、周山誠弘、福井充広
- 制作統括 - 岡本幸江、加賀田透
- 主題歌 - TOKIO「また朝が来る」（J Storm）
- 音楽 - 森悠也
- ナレーション - クリス・ペプラー
- 撮影協力 - つくばフィルムコミッション
- 取材協力 - 中部国際空港
- 技術協力 - NHKメディアテクノロジー
- 美術協力 - NHKアート
- 制作 - NHKエンタープライズ
- 制作・著作 - NHK

### 放送日程
| 各話                                            | 放送日   | サブタイトル | 脚本              | 演出     | 視聴率 |
| ----------------------------------------------- | -------- | ------------ | ----------------- | -------- | ------ |
| CASE 1                                          | 10月15日 | 帰還         | 佐伯俊道          | 梛川善郎 | 6.0%   |
| CASE 2                                          | 10月22日 | 奪還         | 佐伯俊道 山浦雅大 | 梛川善郎 | 4.2%   |
| CASE 3                                          | 10月29日 | 予感         | 山浦雅大          | 梛川善郎 | 7.0%   |
| CASE 4                                          | 11月05日 | 疑惑         | 山浦雅大          | 周山誠弘 | 4.0%   |
| CASE 5                                          | 11月12日 | 接近         | 山浦雅大          | 周山誠弘 | 5.6%   |
| CASE 6                                          | 11月19日 | 罠（わな）   | 山浦雅大          | 梛川善郎 | 5.6%   |
| CASE 7                                          | 11月26日 | 真実         | 山浦雅大          | 福井充広 | 5.3%   |
| CASE 8                                          | 12月03日 | 過去         | 山浦雅大          | 福井充広 | 4.5%   |
| CASE 9                                          | 12月10日 | 離陸         | 山浦雅大          | 梛川善郎 | 4.9%   |
| 平均視聴率 5.2%（ビデオリサーチ調べ・関東地区） |          |              |                   |          |        |

### その他
- Advanced／W-ZERO3 [es] - ROMESチームに支給されている携帯端末。[6]